# Preolímpico Norceca de Voleibol Femenino 2012
El Pre-Olímpico Norceca de Voleibol Femenino se celebra del 29 de abril al 5 de mayo de 2012 en Tijuana, Baja California, México. El torneo cuenta con la participación de 8 selecciones nacionales de la NORCECA en la cual se disputa el único cupo a los Juegos Olímpicos Londres 2012.

## Equipos participantes
| Grupo A              | Grupo B           |
| -------------------- | ----------------- |
| República Dominicana | Cuba              |
| Puerto Rico          | México            |
| Canadá               | Costa Rica        |
| Honduras             | Trinidad y Tobago |

## Primera Fase

### Grupo A

#### Resultados
| Fecha    | Encuentro                          | Resultado | Set   | Set   | Set   | Set   | Set | Puntuación total | Tiempo |
| Fecha    | Encuentro                          | Resultado | 1     | 2     | 3     | 4     | 5   | Puntuación total | Tiempo |
| -------- | ---------------------------------- | --------- | ----- | ----- | ----- | ----- | --- | ---------------- | ------ |
| 29-04-12 | República Dominicana - Honduras    | 3-0       | 25-5  | 25-5  | 25-7  |       |     | 75-17            | 0:49   |
| 29-04-12 | Puerto Rico - Canadá               | 3-0       | 25-18 | 25-14 | 25-21 |       |     | 75-53            | 1:09   |
| 30-04-12 | Puerto Rico - Honduras             | 3-0       | 25-4  | 25-6  | 25-4  |       |     | 75-14            | 0:49   |
| 30-04-12 | República Dominicana - Canadá      | 3-1       | 25-12 | 27-25 | 21-25 | 25-15 |     | 98-77            | 1:18   |
| 01-05-12 | Canadá - Honduras                  | 3-0       | 25-9  | 25-10 | 25-8  |       |     | 75-27            | 0:54   |
| 01-05-12 | República Dominicana - Puerto Rico | 3-1       | 22-25 | 26-24 | 25-19 | 25-19 |     | 98-87            | 1:51   |

#### Clasificación
| Pos | Equipo               | PJ | PG | PP | SF | SC | PTS |
| --- | -------------------- | -- | -- | -- | -- | -- | --- |
| 1   | República Dominicana | 3  | 3  | 0  | 9  | 2  | 13  |
| 2   | Puerto Rico          | 3  | 2  | 1  | 7  | 3  | 11  |
| 3   | Canadá               | 3  | 1  | 2  | 4  | 6  | 6   |
| 4   | Honduras             | 3  | 0  | 3  | 0  | 9  | 0   |

### Grupo B

#### Resultados
| Fecha    | Encuentro                      | Resultado | Set   | Set   | Set   | Set   | Set | Puntuación total | Tiempo |
| Fecha    | Encuentro                      | Resultado | 1     | 2     | 3     | 4     | 5   | Puntuación total | Tiempo |
| -------- | ------------------------------ | --------- | ----- | ----- | ----- | ----- | --- | ---------------- | ------ |
| 29-04-12 | Cuba - Trinidad y Tobago       | 3-0       | 25-15 | 25-7  | 25-12 |       |     | 75-34            | 0:58   |
| 29-04-12 | México - Costa Rica            | 3-0       | 25-21 | 25-23 | 25-14 |       |     | 75-58            | 0:47   |
| 30-04-12 | Cuba - Costa Rica              | 3-0       | 25-22 | 25-15 | 25-6  |       |     | 75-43            | 1:01   |
| 30-04-12 | México - Trinidad y Tobago     | 3-0       | 25-14 | 25-19 | 25-23 |       |     | 75-66            | 1:14   |
| 01-05-12 | Costa Rica - Trinidad y Tobago | 3-1       | 25-19 | 25-22 | 15-25 | 25-13 |     | 90-79            | 1:34   |
| 01-05-12 | Cuba - México                  | 3-0       | 25-17 | 25-14 | 25-9  |       |     | 75-40            | 1:00   |

#### Clasificación
| Pos | Equipo            | PJ | PG | PP | SF | SC | PTS |
| --- | ----------------- | -- | -- | -- | -- | -- | --- |
| 1   | Cuba              | 3  | 3  | 0  | 9  | 0  | 15  |
| 2   | México            | 3  | 2  | 1  | 6  | 3  | 10  |
| 3   | Costa Rica        | 3  | 1  | 2  | 3  | 7  | 4   |
| 4   | Trinidad y Tobago | 3  | 0  | 3  | 1  | 9  | 0   |

#### Sistema de Clasificación
|  |                                                             |
|  | Clasificación directa a semifinales por el 1° al 4° puesto. |
|  | Clasificación a cuartos de final por el 1° al 4° puesto.    |
|  | Clasificación a cuartos de final por el 5° al 8° puesto.    |

## Fase final

### Final 1º al 4° puesto
|  | Cuartos de final      | Cuartos de final |                        |                        | Semifinales | Semifinales |  |  | Final     | Final |
|  |                       |                  |                        |                        |             |             |  |  |           |       |
|  |                       |                  |                        |                        |             |             |  |  |           |       |
|  |                       |                  |                        |                        |             |             |  |  |           |       |
|  | Cuba                  |                  |                        |                        |             |             |  |  |           |       |
|  | 4 de mayo             |                  |                        |                        |             |             |  |  |           |       |
|  | Clasifica 1ro en el B |                  |                        |                        |             |             |  |  |           |       |
|  | Cuba                  | 3                |                        |                        |             |             |  |  |           |       |
|  | Cuba                  | 3                | 2 de mayo              |                        |             |             |  |  |           |       |
|  |                       | Puerto Rico      | 1                      |                        |             |             |  |  |           |       |
|  | Puerto Rico           | Puerto Rico      | 1                      | 3                      |             |             |  |  |           |       |
|  | Puerto Rico           |                  | 5 de mayo              | 3                      |             |             |  |  |           |       |
|  | Costa Rica            | 0                |                        |                        |             |             |  |  |           |       |
|  | Costa Rica            | 0                | Cuba                   | 1                      |             |             |  |  |           |       |
|  |                       |                  | Cuba                   | 1                      |             |             |  |  |           |       |
|  |                       | R. Dominicana    | 3                      |                        |             |             |  |  |           |       |
|  | R. Dominicana         | R. Dominicana    | 3                      |                        |             |             |  |  |           |       |
|  | 4 de mayo             |                  |                        |                        |             |             |  |  |           |       |
|  | Clasifica 1ro en el A |                  |                        |                        |             |             |  |  |           |       |
|  | R. Dominicana         | 3                | Tercer y cuarto puesto | Tercer y cuarto puesto |             |             |  |  |           |       |
|  | R. Dominicana         | 3                | Tercer y cuarto puesto | Tercer y cuarto puesto | 2 de mayo   |             |  |  |           |       |
|  |                       | Canadá           | 0                      |                        |             |             |  |  |           |       |
|  | Canadá                | Canadá           | 0                      | 3                      | Puerto Rico | 3           |  |  |           |       |
|  | Canadá                |                  |                        | 3                      | Puerto Rico | 3           |  |  |           |       |
|  | México                | 0                |                        | Canadá                 | 2           |             |  |  |           |       |
|  | México                | 0                |                        |                        | 2           |             |  |  |           |       |
|  |                       |                  |                        |                        |             |             |  |  | 5 de mayo |       |
|  |                       |                  |                        |                        |             |             |  |  |           |       |

#### Resultados
| Fase             | Fecha    | Encuentro                     | Resultado | Set   | Set   | Set   | Set   | Set   | Puntuación total | Tiempo |
| Fase             | Fecha    | Encuentro                     | Resultado | 1     | 2     | 3     | 4     | 5     | Puntuación total | Tiempo |
| ---------------- | -------- | ----------------------------- | --------- | ----- | ----- | ----- | ----- | ----- | ---------------- | ------ |
| Cuartos de Final | 02-05-12 | Puerto Rico - Costa Rica      | 3-0       | 25-12 | 25-12 | 25-9  |       |       | 75-33            | 1:00   |
| Cuartos de Final | 02-05-12 | Canadá - México               | 3-0       | 25-17 | 25-18 | 25-18 |       |       | 75-53            | 0:46   |
| Semifinal        | 04-05-12 | República Dominicana - Canadá | 3-0       | 25-15 | 25-18 | 25-15 |       |       | 75-48            | 1:07   |
| Semifinal        | 04-05-12 | Cuba - Puerto Rico            | 3-1       | 23-25 | 25-17 | 25-19 | 25-22 |       | 98-83            | 1:41   |
| Tercer Lugar     | 05-05-12 | Puerto Rico - Canadá          | 3-2       | 25-20 | 20-25 | 25-14 | 23-25 | 15-11 | 108-95           | 1:51   |
| Final            | 05-05-12 | República Dominicana - Cuba   | 3-1       | 25-18 | 25-23 | 27-29 | 25-20 |       | 102-90           | 1:27   |

### Final 5º al 8º puesto

#### Resultados
| Fase          | Fecha    | Encuentro                    | Resultado | Set   | Set   | Set   | Set | Set | Puntuación total | Tiempo |
| Fase          | Fecha    | Encuentro                    | Resultado | 1     | 2     | 3     | 4   | 5   | Puntuación total | Tiempo |
| ------------- | -------- | ---------------------------- | --------- | ----- | ----- | ----- | --- | --- | ---------------- | ------ |
| del 5º al 8º  | 04-05-12 | Costa Rica - Honduras        | 3-0       | 25-11 | 25-9  | 25-11 |     |     | 75-31            | 0:55   |
| del 5º al 8º  | 04-05-12 | México - Trinidad y Tobago   | 3-0       | 25-13 | 25-16 | 26-24 |     |     | 76-53            | 1:12   |
| Quinto Lugar  | 05-05-12 | México - Costa Rica          | 3-0       | 25-15 | 25-21 | 25-22 |     |     | 75-58            | 0:56   |
| Séptimo Lugar | 05-05-12 | Trinidad y Tobago - Honduras | 3-0       | 25-10 | 25-15 | 25-23 |     |     | 75-48            | 1:02   |

## Campeón
| Dominicana                     |
| Clasificado a Londres 2012     |
| REPÚBLICA DOMINICANA 1º Título |

## Clasificación general
| Pos | Equipo               |
| --- | -------------------- |
| 1   | República Dominicana |
| 2   | Cuba                 |
| 3   | Puerto Rico          |
| 4   | Canadá               |
| 5   | México               |
| 6   | Costa Rica           |
| 7   | Trinidad y Tobago    |
| 8   | Honduras             |

## Distinciones individuales
| Distinción      | Nombre              | Equipo               |
| --------------- | ------------------- | -------------------- |
| MVP             | Bethania de la Cruz | República Dominicana |
| Mejor Anotadora | Sarah Pavan         | Canadá               |
| Mejor Ataque    | Yoanna Palacios     | Cuba                 |
| Mejor Bloqueo   | Aneris Vargas       | República Dominicana |
| Mejor Servicio  | Yaneris Santos      | Cuba                 |
| Mejor Armadora  | Vilmarie Mojica     | Puerto Rico          |
| Mejor Recepción | Brenda Castillo     | República Dominicana |
| Mejor Defensa   | Guiselle Gaitán     | México               |
| Mejor Líbero    | Brenda Castillo     | República Dominicana |

- Datos: Q930709